# Felimida
Felimida is een geslacht van weekdieren uit de klasse van de Gastropoda (slakken).

## Soorten
- Felimida baumanni (Bertsch, 1970)
- Felimida binza (Ev. Marcus & Er. Marcus, 1963)
- Felimida clenchi (Russell, 1935)
- Felimida corimbae (Ortea, Gofas & Valdés, 1997)
- Felimida dalli (Bergh, 1879)
- Felimida edmundsi (Cervera, Garcia-Gomez & Ortea, 1989)
- Felimida elegantula (Philippi, 1844)
- Felimida galexorum (Bertsch, 1978)
- Felimida ghanensis (Edmunds, 1968)
- Felimida goslineri (Ortea & Valdés, 1996)
- Felimida kpone (Edmunds, 1981)
- Felimida krohni (Vérany, 1846)
- Felimida luteopunctata (Gantès, 1962)
- Felimida luteorosea (Rapp, 1827)
- Felimida macfarlandi (Cockerell, 1901)
- Felimida marislae (Bertsch, 1973)
- Felimida norrisi (Farmer, 1963)
- Felimida ocellata (Ortea, Gofas & Valdés, 1997)
- Felimida ponga (Er. Marcus & Ev. Marcus, 1970)
- Felimida punctilucens (Bergh, 1890)
- Felimida purpurea (Risso, 1831)
- Felimida regalis (Ortea, Caballer & Moro, 2001)
- Felimida rodomaculata (Ortea & Valdés, 1992)
- Felimida rolani (Ortea, 1988)
- Felimida ruzafai (Ortea, Bacallado & Valdés, 1992)
- Felimida socorroensis (Behrens, Gosliner & Hermosillo, 2009)
- Felimida sphoni Ev. Marcus, 1971